# 卵瓣还亮草
卵瓣还亮草为毛茛科翠雀属下的一个种，分布于中国河南、安徽、江苏、浙江、江西、湖南、湖北、陕西、甘肃、四川、贵州、云南、广东、广西以及越南北部。